# Krisztián Takács
Krisztián Takács (Budapest, Hungría, 30 de diciembre de 1985) es un nadador olímpico húngaro especialista en pruebas de velocidad de estilo libre que compitió en natación y salvamento acuático. Fue olímpico tras participar en cuatro Juegos Olímpicos consecutivos: Atenas 2004, Pekín 2008, Londres 2012 y Río de Janeiro 2016.
Consiguió la medalla de bronce en la prueba de 100 metros estilo libre durante el Campeonato Europeo de natación en piscina corta de 2011 celebrado en Szczecin (Polonia).
Además, en salvamento acuático consiguió dos medallas de oro en los Juegos Mundiales de 2022.

## Palmarés internacional
| Campeonato Europeo de Natación en Piscina Corta | Campeonato Europeo de Natación en Piscina Corta | Campeonato Europeo de Natación en Piscina Corta | Campeonato Europeo de Natación en Piscina Corta |
| Año                                             | Lugar                                           | Medalla                                         | Prueba                                          |
| ----------------------------------------------- | ----------------------------------------------- | ----------------------------------------------- | ----------------------------------------------- |
| 2011                                            | Szczecin (Polonia)                              | Medalla de bronce                               | 100 m libre                                     |